# Fédération Lao de Football
Die Fédération Lao de Football (LFF, laotisch ສະຫະພັນ ບານເຕະ ແຫ່ງຊາດ ລາວ), international bekannter als Lao Football Federation, ist der nationale Fußballverband des südostasiatischen Staates Laos. Er wurde 1951 im Königreich Laos gegründet und im Jahr darauf vom Weltfußballverband FIFA als Mitglied aufgenommen. Die Aufnahme in die Asian Football Confederation (AFC) erfolgte erst 1980. In den 1990er-Jahren trat der Verband auch der ASEAN Football Federation bei.  
Der Verband organisiert die nationalen Fußballwettbewerbe (Lao League) und die Spiele der Nationalmannschaft. Präsident des Verbandes war längere Zeit der Minister Bountiem Phissamay, bevor er durch Phouvanh Vongsouthi abgelöst wurde. Dieser wurde wiederum im Herbst 2010 durch Viphet Sihachakr ersetzt.